# 鄒嘉華
鄒嘉華（英語：Chow Ka Wa，1986年4月23日—），生於香港，香港足球運動員，司職前鋒，現時效力東區。

## 球會生涯
鄒嘉華生於香港，早年就讀葵涌佛教善德英文中學。出身流浪青年軍，因屬北京奧運適齡球員而獲招入由香港足球總會成立的香港08。原校升上中六後，他加盟公民成為職業球員，但因為球隊訓練時間正是上學時間，他只能出席預備賽，甚少練習。其後他加盟甲組地區球會沙田。2013年以兼職球員身份轉會南區。2015年加盟東區。2016年9月轉會凱景，並協助球會奪得乙組聯賽亞軍。

## 國際賽生涯
鄒嘉華近年活躍於五人足球項目，更是香港五人代表隊常規成員。他於2017年9月對中華台北的亞洲室內暨武術運動會連中三元，協助香港以5–2擊敗對手，雖然錄得球隊自2007年歷來首場亞洲室內運動會勝仗，但香港在分組賽A組仍以最後一名完成。

## 外部連結
- Chow Ka Wa （页面存档备份，存于）